# Institut national de recherche pour l’agriculture, l’alimentation et l’environnement
Die französische Forschungsorganisation Institut national de recherche pour l’agriculture, l’alimentation et l’environnement (INRAE; auf Deutsch wörtlich Nationales Forschungsinstitut für Landwirtschaft, Ernährung und Umwelt) wurde am 1. Januar 2020 als Zusammenschluss des Centre National du Machinisme Agricole du Génie Rural des Eaux et des Forêts (kurz: CEMAGREF; auf Deutsch wörtlich Nationales Zentrum für landwirtschaftliches Maschinenwesen und für Wald- und Wassermelioration und ländlichen Raum) mit dem Institut national de la recherche agronomique (INRA; auf Deutsch wörtlich Nationales Institut für Agronomieforschung) gegründet. Das Dekret, das diese Fusion formalisiert, wurde am 10. Oktober 2019 unterzeichnet.
Das Institut ist eine öffentliche Einrichtung wissenschaftlicher und technologischer Art und steht unter der Aufsicht des Forschungsministeriums und des Landwirtschaftsministeriums.
BMC Veterinary Research ist offizielles Organ des INRAE.